# Meringopus serraticaudus
Meringopus serraticaudus är en stekelart som först beskrevs av H. Douglas Pratt 1945.  Meringopus serraticaudus ingår i släktet Meringopus och familjen brokparasitsteklar. Inga underarter finns listade i Catalogue of Life.